# Gouania inornata
Gouania inornata är en brakvedsväxtart som beskrevs av Reiss.. Gouania inornata ingår i släktet Gouania och familjen brakvedsväxter. Inga underarter finns listade i Catalogue of Life.